# Чупахівський цукровий завод
Чупахівський цукровий завод — підприємство харчової промисловості у селищі міського типу Чупахівка Охтирського району Сумської області, яке припинило своє існування.

## Історія
Цукровий завод в селі Чупахівка Чупахівської волості Лебединського повіту Харківської губернії Російської імперії був побудований в 1851 році. Спочатку це було дрібне примітивне підприємство, засноване на використанні ручної праці і виробляло 120—150 пудів цукру в рік.
У період 1870—1880 років завод був реконструйований, оснащений новим обладнанням і перетворений у велике підприємство, в кінці 1880-х років продуктивність становила понад 200 тис. пудів цукру за сезон, чисельність працівників перевищувала 400 осіб, а крім підприємства акціонерному товариству належало 3700 десятин для вирощування цукрових буряка.
Після розстрілу урядовими військами робочої демонстрації в Санкт-Петербурзі 9 січня 1905 року робітники заводу розпочали страйк, висунувши політичні та економічні вимоги. В результаті, заводська адміністрація скоротила тривалість робочого дня з 13 до 10 годин і трохи збільшила розмір зарплати.
Після початку першої світової війни частина робітників була мобілізована в діючу армію, замість них на роботу були прийняті підлітки. В кінці грудня 1917 року селище окупувалаи радянські війська. Але наприкінці березня 1918 року Чупахівку вдалося звільнити від радянської навали, в селищі було встановлено владу Української Народної Республіки. На заводі встановили 8-годинний робочий день і організували загін охорони. Надалі, до грудня 1919 року село перебувало в зоні бойових дій громадянської війни, результатом якої стала радянська окупація.
У першій половині 1920 року завод повністю відремонтували, забезпечили паливом і підготували до сезону цукроваріння. У лютому 1921 року в результаті об'єднання заводу і забезпечує його сировиною радгоспу був створений Чупахівський цукровий комбінат. 10 травня 1921 року Чупахівку захопила банда махновців, яка розграбувала цукровий завод і його склади, але вже на наступний день була вибита з села.
Для підвищення кваліфікації кадрів в 1923 році при заводі була організована школа фабрично-заводського навчання. До кінця 1924 року цукровий завод досяг довоєнного обсягу випуску продукції, а в 1927 році — перевищив виробництво цукру на 50 %. В ході індустріалізації СРСР при комбінаті була створена кінно-тракторна станція (в 1931 році перетворена в районну МТС). У 1932 році почалося будівництво вузькоколійки, яка з'єднала завод з селом Комиші, а в наступному році — з Охтиркою, це вирішило проблеми з підвозом сировини і вивозом готової продукції. Виробництво цукру збільшилася з 5,71 тис. тонн в 1932 році до 22 тис. тонн в 1938 році. Перед початком війни в 1941 році завод переробляв 10,4 тис. центнерів цукрових буряків на добу.
Після початку другої світової війни в зв'язку з наближенням лінії фронту цукровий завод був евакуйований в селище Беково Пензенської області РРФСР. З початку жовтня 1941 до 23 лютого 1943 року в село було окуповано німецькими військами. Відновлення цукрового заводу почалося в 1943 році, з державного бюджету СРСР на це було виділено 2 млн рублів, і першу продукцію завод дав уже в сезоні цукроваріння 1943/1944 рр. У лютому 1944 року працівники заводу пожертвували понад 200 тисяч рублів на будівництво танкової колони. У 1944 році був відновлений бурякорадгосп, в 1946 році заводська автоколона отримала 25 автомашин, і вже в 1947 році завод перевиконав виробничий план.
У 1950 році завод переробляв 10 тис. центнерів цукрових буряків на добу. У 1960 році почалася реконструкція заводу, в ході якої було встановлено нові насоси, преси, вакуум-фільтри та інше обладнання, виготовлене в РРФСР, Білоруською РСР, Узбекистані і Молдавії. У 1967 році на підприємстві був відкритий музей трудової слави ЧУПАХІВСЬКИЙ цукрового комбінату. В цілому, за радянських часів цукровий комбінат був найбільшим підприємством Чупахівки.
Після проголошення незалежності України комбінат перейшов у відання Державного комітету харчової промисловості України, а в подальшому розділений на цукровий завод і бурякорадгосп. У липні 1995 року Кабінет Міністрів України затвердив рішення про приватизацію цукрового заводу і бурякорадгоспу, після чого державне підприємство було реорганізовано в відкрите акціонерне товариство. У червні 1999 року Кабінет Міністрів України передав завод і забезпечував його сировиною бурякорадгосп в комунальну власність Сумської області. У травні 2004 року дніпропетровська інвестиційна група «Інтерпайп» продала завод компанії ТОВ «Сумиагроцукор». У 2008 році завод вже не функціонував.